# گاکلم فیدت
گاکلم فیدت (انگلیسی: Gaucelm Faidit) تروبادور، شاعر، و آهنگساز قرن ۱۳ اهل فرانسه بود.